# Малагис, Владимир Ильич
Владимир Ильич Малагис (при рождении — Элья Гецелевич Вульф, 10 мая 1902, Грива, Курляндская губерния — 1974[…], Ленинград) — советский живописец и график, Заслуженный художник РСФСР (1969), член Ленинградской организации Союза художников РСФСР.

## Биография

У Родного дома. 1949

Родился в многодетной бедной семье браковщика леса. В 1916 году после смерти отца уехал в Петербург, где устроился учеником в ремесленную мастерскую живописца Кюна, находившуюся на Невском проспекте. Работал за кров и питание, постепенно осваивая ремесло. Вечерами начал посещать рисовальные классы Общества поощрения художеств. Занимался у В. А. Плотникова, В. И. Навозова, Н. П. Химоны, пройдя за один год программу четырёх классов.
После Октябрьской революции в 1918 году поступил в Петроградские государственные свободные художественные учебные мастерские, занимался у Аркадия Рылова, Александра Савинова, Григория Бобровского. После окончания первого курса в учёбе наступает перерыв. В феврале 1920 года добровольцем ушёл в Красную Армию и только после демобилизации возвращается к занятиям в институте, который окончил в 1924 году по мастерской К. С. Петрова-Водкина, дипломная работа — картина «Рыбаки».
После окончания института включился в творческую и общественную работу, которая становится неотъемлемой частью его творческой биографии. В 1926—1932 годах он был членом ленинградских объединений «Круг художников» и «Октябрь». В 1931—1933 годах он возглавляет горком ИЗО профессионального союза работников искусств, в 1932—1936 годах избирается депутатом Совета трудящихся Октябрьского района Ленинграда, с 1933 года постоянно избирается в руководящие органы Ленинградского отделения Союза художников РСФСР.
В своих работах неоднократно обращается к остросоциальным, общественнозначимым темам. Но главное в его творческом наследии — это портреты современников: учёных, художников, рабочих и работниц новой страны. Иногда поэтичный, иногда обыденный и приземлённый образ современника, созданный художником, расширяет наши представления об эстетическом идеале искусства 1930—1960-х годов, донося важные, существенные интонации и настроения своего времени. В людях, в их облике, характере отражались перемены, которые принесла с собой Революция и Советская власть, — и это стало основной темой, красной нитью проходящей через всё творчество художника. Писал также пейзажи и натюрморты.
Среди созданных Малагисом произведений картины «Траурный натюрморт» (1924), «Портрет художника Е. И. Чарушина» (1950), «Портрет председателя колхоза „Большевик“ Л. Ф. Бровко» (1951), «М. И. Калинин в рабочем кружке» (1954), «Призыв В. И. Ленина о помощи Восточному фронту» (1956), «Портрет искусствоведа В. Я. Бродского», «Портрет А. Ф. Цыгановой» (обе 1964), «Портрет колхозника В. Н. Некрасова» (1967), «Ветеран революции А. И. Эрикайнен» (1969), «Портрет геолога А. Ф. Семёнова» (1971), «Портрет старого большевика П. В. Тимофеева», «Студентка ленинградской консерватории Е. Н. Никольская» (обе 1972) и другие. В 1945—1948 годах художник преподавал в Ленинградском институте живописи, скульптуры и архитектуры имени И. Е. Репина в мастерской Михаила Авилова. В 1971 году ему было присвоено почётное звание Заслуженный художник Российской Федерации.
Жена — Евгения Байкова.
Скончался в Ленинграде в 1974 году. Похоронен на кладбище Санкт-Петербургского крематория.
Произведения Малагиса находятся в Государственном Русском музее в Петербурге, Государственной Третьяковской галерее в Москве, в музеях и частных собраниях в России, Германии, Великобритании, Франции и других странах.

## Выставки
- 1951 год (Ленинград): Выставка произведений ленинградских художников.
- 1951 год (Ленинград):  «Выставка произведений ленинградских художников 1951 года» в Государственном Русском музее.
- 1964 год (Ленинград): Ленинград. Зональная выставка.
- 1972 год (Ленинград): Наш современник. Вторая выставка произведений ленинградских художников.
- 1976 год (Москва): Изобразительное искусство Ленинграда.